# Liste des plus grands télescopes optiques

Comparaison des miroirs des télescopes.

En 2008, il existe 23 télescopes optiques terrestres dont le diamètre du miroir est supérieur à 4 mètres. Ils sont regroupés dans cette liste des plus grands télescopes optiques terrestres, triés par ordre décroissant de diamètre équivalent du miroir primaire.
Les quatre télescopes du VLT sont ici listés séparément ; cependant, quand ils sont utilisés ensemble, ils constituent l'équivalent, en termes de surface collectrice (mode recombinateur), d'un télescope dont le miroir mesurerait 16,4 mètres de diamètre, et en termes de résolution (mode interférométrique), d'un télescope qui peut atteindre 200 mètres de diamètre.
| Nom                                     | Diamètre | Pays/Sponsors                                                                       | Site                                                       | Date de construction |
| --------------------------------------- | -------- | ----------------------------------------------------------------------------------- | ---------------------------------------------------------- | -------------------- |
| Gran Telescopio Canarias (GTC)          | 10,4 m   | Espagne                                                                             | La Palma, Îles Canaries ( Espagne)                         | 2005                 |
| Keck 1                                  | 9,8 m    | États-Unis                                                                          | Mauna Kea, Hawaï ( États-Unis)                             | 1993                 |
| Keck 2                                  | 9,8 m    | États-Unis                                                                          | Mauna Kea, Hawaï ( États-Unis)                             | 1996                 |
| Southern African Large Telescope (SALT) | 9,5 m    | Afrique du Sud, États-Unis, Royaume-Uni, Allemagne, Inde, Pologne, Nouvelle-Zélande | Sutherland, Afrique du Sud                                 | 2005                 |
| Télescope Hobby-Eberly (HET)            | 9,2 m    | États-Unis, Allemagne                                                               | Mont Fowlkes, Texas ( États-Unis)                          | 1997                 |
| Large Binocular Telescope (LBT)         | 8,4 m    | Italie, États-Unis, Allemagne                                                       | Mont Graham, Arizona ( États-Unis)                         | 2004                 |
| Subaru (NLT)                            | 8,3 m    | Japon                                                                               | Mauna Kea, Hawaï ( États-Unis)                             | 1999                 |
| Très Grand Télescope UT1 (Antu)         | 8,2 m    | Europe (ESO)                                                                        | Cerro Paranal, Chili                                       | 1998                 |
| Very Large Telescope UT2 (Kueyen)       | 8,2 m    | Europe (ESO)                                                                        | Cerro Paranal, Chili                                       | 1999                 |
| Very Large Telescope UT3 (Melipal)      | 8,2 m    | Europe (ESO)                                                                        | Cerro Paranal, Chili                                       | 2000                 |
| Very Large Telescope UT4 (Yepun)        | 8,2 m    | Europe (ESO)                                                                        | Cerro Paranal, Chili                                       | 2001                 |
| Gemini Nord                             | 8,1 m    | États-Unis, Royaume-Uni, Canada, Chili, Australie, Argentine, Brésil                | Mauna Kea, Hawaï ( États-Unis)                             | 1999                 |
| Gemini Sud                              | 8,1 m    | États-Unis, Royaume-Uni, Canada, Chili, Australie, Argentine, Brésil                | Cerro Pachón, Chili                                        | 2001                 |
| Multiple Mirror Telescope (MMT)         | 6,5 m    | États-Unis                                                                          | Mont Hopkins, Arizona ( États-Unis)                        | 1999                 |
| Télescopes Magellan                     | 6,5 m    | États-Unis                                                                          | Observatoire de Las Campanas, Chili                        | 1998                 |
| BTA-6                                   | 6 m      | Russie                                                                              | Mont Pastoukhov, Karatchaïévo-Tcherkessie ( Russie)        | 1976                 |
| Large Zenith Telescope (LZT)            | 6 m      | Canada, France, États-Unis                                                          | Maple Ridge, Colombie-Britannique ( Canada)                | 2003                 |
| Hale Telescope                          | 5 m      | États-Unis                                                                          | Mont Palomar, Californie ( États-Unis)                     | 1948                 |
| Lowell Discovery Telescope              | 4,3 m    | États-Unis                                                                          | Happy Jack, Arizona ( États-Unis)                          | 2012                 |
| Télescope William-Herschel              | 4,2 m    | Royaume-Uni, Pays-Bas, Espagne                                                      | La Palma, Îles Canaries ( Espagne)                         | 1987                 |
| SOAR                                    | 4,2 m    | États-Unis, Brésil                                                                  | Cerro Pachón, Chili                                        | 2002                 |
| VISTA                                   | 4,2 m    | Royaume-Uni, Europe                                                                 | Cerro Paranal, Chili                                       | 2007                 |
| Télescope Mayall                        | 4 m      | États-Unis                                                                          | Kitt Peak, Arizona ( États-Unis)                           | 1973                 |
| Blanco                                  | 4 m      | États-Unis                                                                          | Cerro Tololo, Chili                                        | 1976                 |
| Télescope anglo-australien              | 3,89 m   | Australie                                                                           | Siding Spring, Australie                                   | 1974                 |
| Télescope infrarouge du Royaume-Uni     | 3,80 m   | Royaume-Uni, États-Unis                                                             | Mauna Kea, Hawaï ( États-Unis)                             | 1979                 |
| Seimei                                  | 3,80 m   | Japon                                                                               | Préfecture d'Okayama, Japon                                | 2019                 |
| Télescope AEOS de 3,67 m                | 3,67 m   | États-Unis                                                                          | Haleakalā, Hawaï ( États-Unis)                             | 1996                 |
| Telescopio Nazionale Galileo            | 3,58 m   | Italie                                                                              | La Palma, Îles Canaries ( Espagne)                         | 1998                 |
| CFHT                                    | 3,58 m   | Canada, France, Hawaï                                                               | Mauna Kea, Hawaï ( États-Unis)                             | 1979                 |
| New Technology Telescope                | 3,58 m   | Europe (ESO)                                                                        | La Silla, Chili                                            | 1989                 |
| Télescope de 3,6 mètres de l'ESO        | 3,566 m  | Europe (ESO)                                                                        | La Silla, Chili                                            | 1976                 |
| Télescope WIYN                          | 3,50 m   | États-Unis                                                                          | Kitt Peak, Arizona ( États-Unis)                           | 1994                 |
| USAF Starfire 3.5m (en)                 | 3,50 m   | États-Unis                                                                          | Starfire Optical Range (en), Nouveau-Mexique ( États-Unis) | 1994                 |

## Situation géographique

Situation géographique des plus grands télescopes optiques (diamètre du miroir primaire supérieur ou égal à 4 m).